# Matayba domingensis
Espèce
Classification APG III (2009)
Matayba domingensis est une espèce d'arbres à feuilles caduques de la famille des Sapindaceae originaire de Cuba, d'Hispaniola et Porto Rico.
Il peut atteindre 20 m de haut.
Les feuilles sont alternes, pétiolées, composées